# Rasmus Abildgaard Kristensen

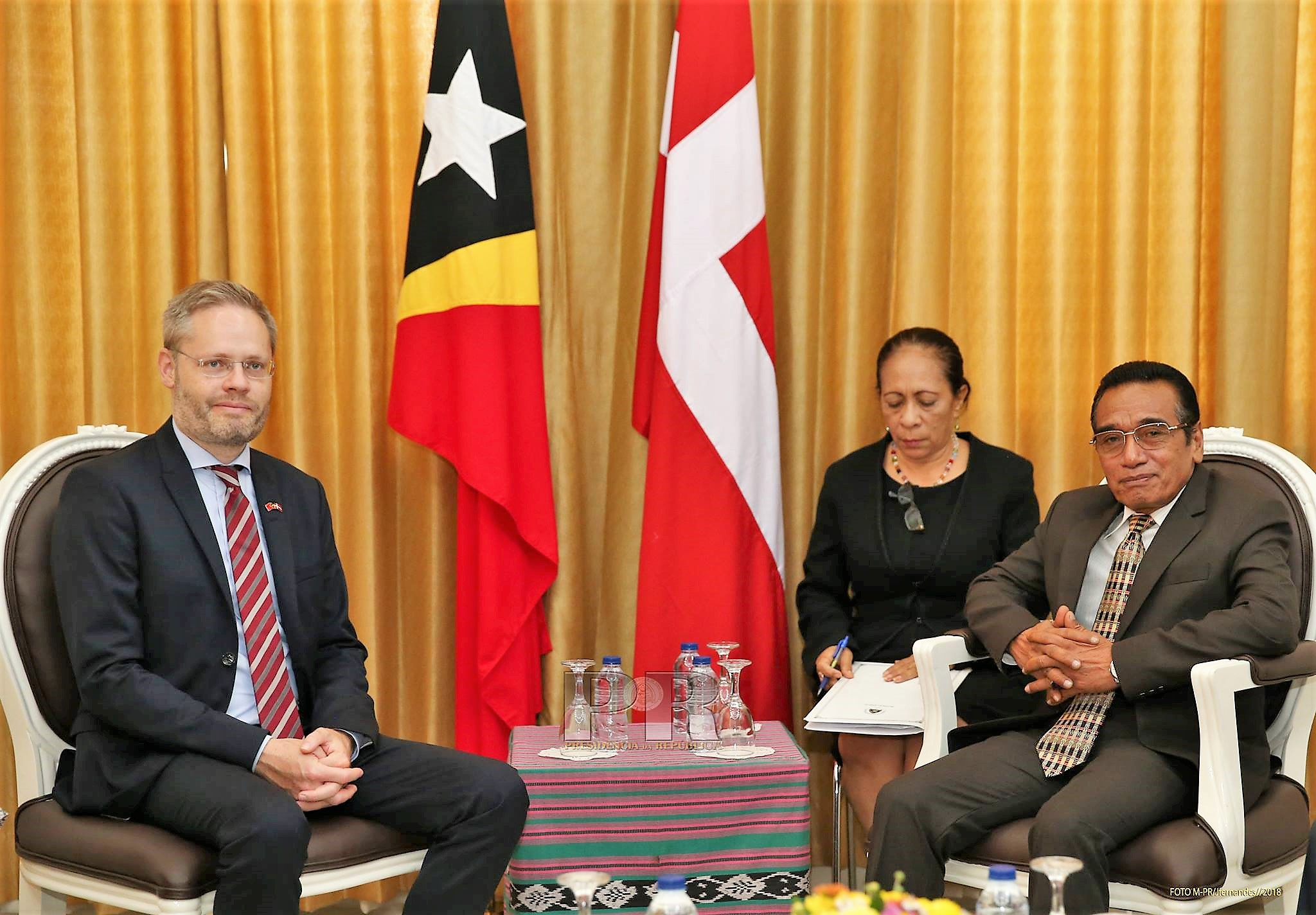
Rasmus Abildgaard Kristensen und Osttimors Präsident Francisco Guterres (2018)

Rasmus Abildgaard Kristensen ist ein dänischer Diplomat.

## Werdegang
An der Universität Aarhus erhielt Kristensen 2000 einen Bachelor in Geschichte und in Politikwissenschaften, 2003 einen Master in Internationaler Politik der Aberystwyth University und 2004 einen Master in Politikwissenschaften der Universität Aarhus. 2001 war er als Trainee für sechs Monate bei der dänischen Vertretung bei der OSZE in Wien.
Von 2004 bis 2006 war Kristensen Berater zum Thema Menschenrechte beim Institut for Menneskerettigheder in Kopenhagen und von 2005 bis 2006 als Associate Expert bei der European Inter-University Centre for Human Rights and Democratisation (EIUC) in Venedig. Im März 2006 wechselte Kristensen zum dänischen Außenministerium, wo er verschiedene Aufgaben übernahm. Von 2009 bis 2013 war er als erster Sekretär an der dänischen Botschaft in Kopenhagen. Von 2014 bis 2016 wechselte Kristensen an das Energie- und Forschungsministerium, bevpr er wieder an das Außenministerium zurückkehrte.
Im September 2017 wurde Kristensen dänischer Botschafter in Jakarta mit der Zuständigkeit für Indonesien, Osttimor und Papua-Neuguinea sowie der Vertretung Dänemarks bei den ASEAN. Seine Akkreditierung für die ASEAN übergab er am 3. November und  für Osttimor am 23. Februar 2018. Kristensens Dienstzeit in Südostasien endete im April 2020.
Seit Mai 2020 ist Kristensen Leiter der Abteilung „Grüne Diplomatie“ im Außenministerium Dänemarks.